# Wolter Gerard van der Wyck
Jhr. mr. Wolter Gerard van der Wyck ('s-Gravenhage, 29 oktober 1904 − Huis Archem, gemeente Ommen, 26 september 1990) was een Nederlands burgemeester.

## Biografie
Van der Wyck was een telg uit het geslacht Van der Wyck en een zoon van jhr. Evert Rein van der Wijck, heer van Archem (1876-1934), kapitein en kamerheer dienstdoende bij koningin Emma, en jkvr. Frederica Sophia Carolina Speelman, vrouwe van Archem (1883-1975), telg uit het geslacht Speelman. Hij trouwde in 1935 met Lilian Guinevere Justine May barones van Heeckeren van Kell (1906-1985), telg uit het geslacht Van Heeckeren en dochter van burgemeester en kamerheer mr. Alexander baron van Heeckeren van Kell (1871-1945), met wie hij zes kinderen kreeg; dit huwelijk werd bijgewoond door prinses Juliana.
Na zijn rechtenstudie in 1929 in Leiden te hebben afgerond, werd Van der Wyck advocaat en in de jaren 1930 waarnemend griffier en rechter-plaatsvervanger te Almelo. Per 15 mei 1936 werd hij burgemeester van Waardenburg wat hij tot 1 juli 1948 zou blijven, toen hij op zijn verzoek eervol werd ontslagen; in april 1939 maakte hij het tragische treinongeluk mee waarbij drie jonge kinderen om het leven kwamen, waar al eerder bij die onbewaakte spoorwegovergang doden waren gevallen en waar hij al lange tijd bij de Nederlandse Spoorwegen over had geklaagd. Van 1 juli 1952 tot zijn pensioen op 1 november 1969 was hij burgemeester van Kockengen. Als burgemeester van die laatste gemeente zond hij een verzoenend telegram namens de gemeenteraad aan de Duitse bondskanselier Konrad Adenauer ter gelegenheid van de bevrijding 15 jaar eerder van de nationaalsocialisten en uit dankbaarheid voor het bondgenootschap met West-Duitsland. Hij bewoonde met zijn  echtgenote Huis Archem in de gemeente Ommen, sinds de 18e eeuw in het bezit van zijn geslacht. Jhr. mr. W.G. van der Wyck overleed op het huis in 1990 op 85-jarige leeftijd. Zijn kleinzoon jhr. dr. Frederick Duco Walraven van der Wyck MA, heer van Archem en Diepenheim (1983), voert de titel heer van Archem.